# 罗田县经济开发区
罗田县经济开发区，是中华人民共和国湖北省黄冈市罗田县下辖的一个类似乡级单位。

## 行政区划
下辖以下地区：
湖北罗田经济开发区虚拟社区。